# کلاغ گردن‌بور

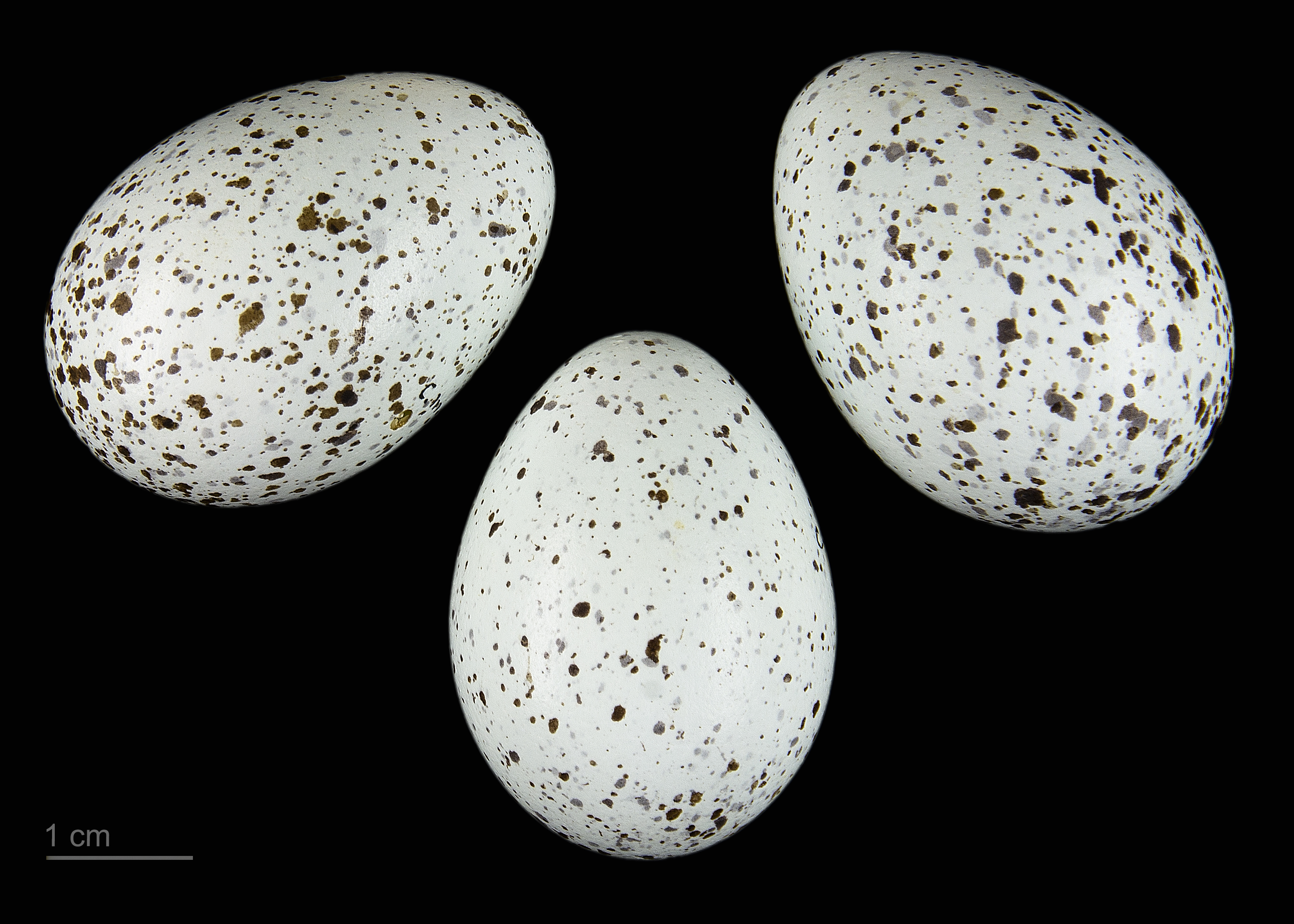
Coloeus monedula - (MHNT)

کلاغ گردن‌بور و گاهی زاغ گردن‌بور (نام علمی: Corvus monedula)، یک پرنده گنجشک‌سان و از خانواده کلاغان است که در غرب اوراسیا و شمال آفریقا زندگی می‌کند. جمعیت شمالی و شرقی زاغچه‌ها به مهاجرت به جنوب در فصل زمستان می‌پردازند. زاغچه در شکاف صخره‌ها لانه می‌کند و در میان تخته‌سنگ‌های ساحلی و در شهرها دیده می‌شوند.
همچنین با نام‌های زاغچه غربی و زاغچه اروپایی نیز شناخته می‌شود.
زاغچه یکی از چندین گونه‌ای بود که در اصل توسط کارل لینه در سده هجدهم میلادی در اثر سامانه طبیعت توصیف شد.